# Mohammed Ali Hammadi
Mohammed Ali Hammadi, também conhecido por Mohammed Ali Hamadi e Mohammed Ali Hamadei, (13 de junho de 1964 - 19 de junho de 2010) foi um criminoso libanês.